# これでいいのだ!!映画★赤塚不二夫
『これでいいのだ!!映画★赤塚不二夫』（これでいいのだ えいが あかつかふじお）は、2011年4月に公開された日本映画。

## 概要
『週刊少年サンデー』（小学館）で漫画家の赤塚不二夫の担当編集者でもあった武居俊樹の35年間にわたる交流を描いた回顧録『赤塚不二夫のことを書いたのだ!!』を原作にしつつ大きく脚色、誇張を加えて映画化したコメディ調映画である。監督は本作が監督デビューとなる佐藤英明が担当した。佐藤は、同映画の脚本も手掛けている。浅野忠信、堀北真希のダブル主演。武居をモデルとした新人編集者（本作では女性に置き換えている）が売れっ子漫画家となっていた赤塚の担当となって衝撃的な出会いを果たしてから、後に彼女が赤塚から全幅の信頼を置かれるようになるまでが描かれる。赤塚が生み出したバカボン、チビ太、ニャロメなどのキャラクターも登場している。
2012年、第三十回日本冒険小説協会大賞特別賞を受賞。

## ストーリー
世間が70年代安保改正闘争で揺れ動いていた激動の時代。世相を揶揄する一人のギャグ漫画家とその担当編集者を軸にした物語。

## キャスト
- 赤塚不二夫 - 浅野忠信[注 1]
- 武田初美（「少年サンデー」新人編集者、モデル：武居俊樹） - 堀北真希[注 2]
- 広瀬譲治（「少女コミック」編集者） - 阿部力
- 赤塚トシ子（赤塚不二夫夫人） - 木村多江
- 赤塚ヨリ（赤塚不二夫実母） - いしだあゆみ
- 佐々木勝一（「少年サンデー」編集長） - 佐藤浩市
- 松野日出夫（フジオプロのアシスタント） - 正名僕蔵
- 山口哲夫（同上） - 粟根まこと
- 森みのる（同上） - 新井浩文
- 三波一喜（同上） - 山本剛史
- 金子順蔵（同上） - 佐藤恒治
- ゲイバー『狸御殿』のママ - 佐藤正宏
- ゲイバーの歌姫 - 梅垣義明

## 登場人物

### 実写キャラクター
赤塚不二夫
主人公。漫画家。
武田初美
編集者。
広瀬譲治
編集者。
赤塚トシ子
赤塚の美人妻。
赤塚ヨリ
赤塚の老母。
佐々木勝一
編集長。
松野日出夫
フジオ・プロの1人。
山口哲夫
フジオ・プロの1人。
森みのる
フジオ・プロの1人。
三波一喜
フジオ・プロの1人。
金子順蔵
フジオ・プロの1人。
ゲイバー「狸御殿」ママ

ゲイバー「狸御殿」ママ

### 赤塚キャラクター
声は全員、映画で出演したキャストによるもの。
バカボンパパ
声 - 浅野忠信
バカボン
声 - 山本剛史
ママ
声 - いしだあゆみ
ハジメ
声 - 木村多江
本官さん
声 - 千葉繁、正名僕蔵
レレレのおじさん
声 - 粟根まこと
ウナギイヌ
声 - 新井浩文
カメラ小僧

夜の犬
六つ子（おそ松、チョロ松、一松、から松、トド松、十四松）
声 - 堀北真希、木村多江、いしだあゆみ
イヤミ
声 - 浅野忠信
チビ太
声 - 堀北真希
ハタ坊
声 - 木村多江
トト子
声 - 堀北真希
デカパン

ダヨーン
ア太郎
デコッ八
×五郎
ブタ松
声 - 浅野忠信
ココロのボス
声 - 阿部力
ニャロメ
声 - 浅野忠信
ケムンパス

べし
チカ子
声 - 堀北真希

## スタッフ
- 企画 - 黒澤満、遠藤茂行
- プロデューサー - 岡田真、服部紹男
- 監督 - 佐藤英明
- 脚本 - 君塚良一、佐藤英明
- 原作 - 武居俊樹『赤塚不二夫のことを書いたのだ!!』（文春文庫刊）
- 撮影 - 林淳一郎
- 照明 - 渡辺三雄
- 美術 - 山崎秀満
- 録音 - 本田孜
- 編集 - 田中慎二
- 音楽 - めいなCo.
- 主題歌 - ユニコーン「ぶたぶた」
- スクリプター - 生田透子
- 製作プロダクション - セントラル・アーツ
- 製作委員会メンバー - 東映、木下工務店グループ、アミューズソフトエンタテインメント、東映ビデオ、東映アニメーション、ウエスト、朝日新聞社、シネスパーク